# Oligirto
Il monte Oligirto (in greco antico: Ὀλίγυρτος?) è una montagna ubicata ai confini tra Arcadia, Corinzia e Argolide nel nord-est del Peloponneso in Grecia.  La montagna si estende in diagonale da sud-ovest a nord-est, con circa il 35 km di lunghezza e da 15 a 20 di ampiezza. Il suo punto più alto è il picco Skipiza,  a 1 935 m. s.l.m.. Altri picchi sono il Gkrimini (1 831 m), Parnias (1 800 m), Skiathis (1 777 m) e Mavrovouni (1 695 m). Nei dintorni si trovano il monte Cillene a nord, il Mainalo a sud-ovest, Trachy a sud e il monte Aroania a nord-ovest. La flora locale è costituita principalmente da prati e cespugli. Gli alberi di pino e le terre aride si trovano alle zone più elevate. Esso viene drenato verso il lago  Stinfalia a nord, e verso la piana di Kandila a sud.